# النا تمنیکوا
النا ولادیمیرونا تمنیکوا (به انگلیسی: Elena Vladimirovna Temnikova، روسی: Елена Владимировна Темникова) معروف به لنا (به انگلیسی: Lena) زادهٔ ۱۸ آوریل ۱۹۸۵ خوانندهی روسیه‌ای است. وی شهرت خود را از حضور در برنامهٔ کارخانه ستاره و عضویت در گروه دخترانه روسی، یعنی سربرو بدست آورد.

## زندگی هنری

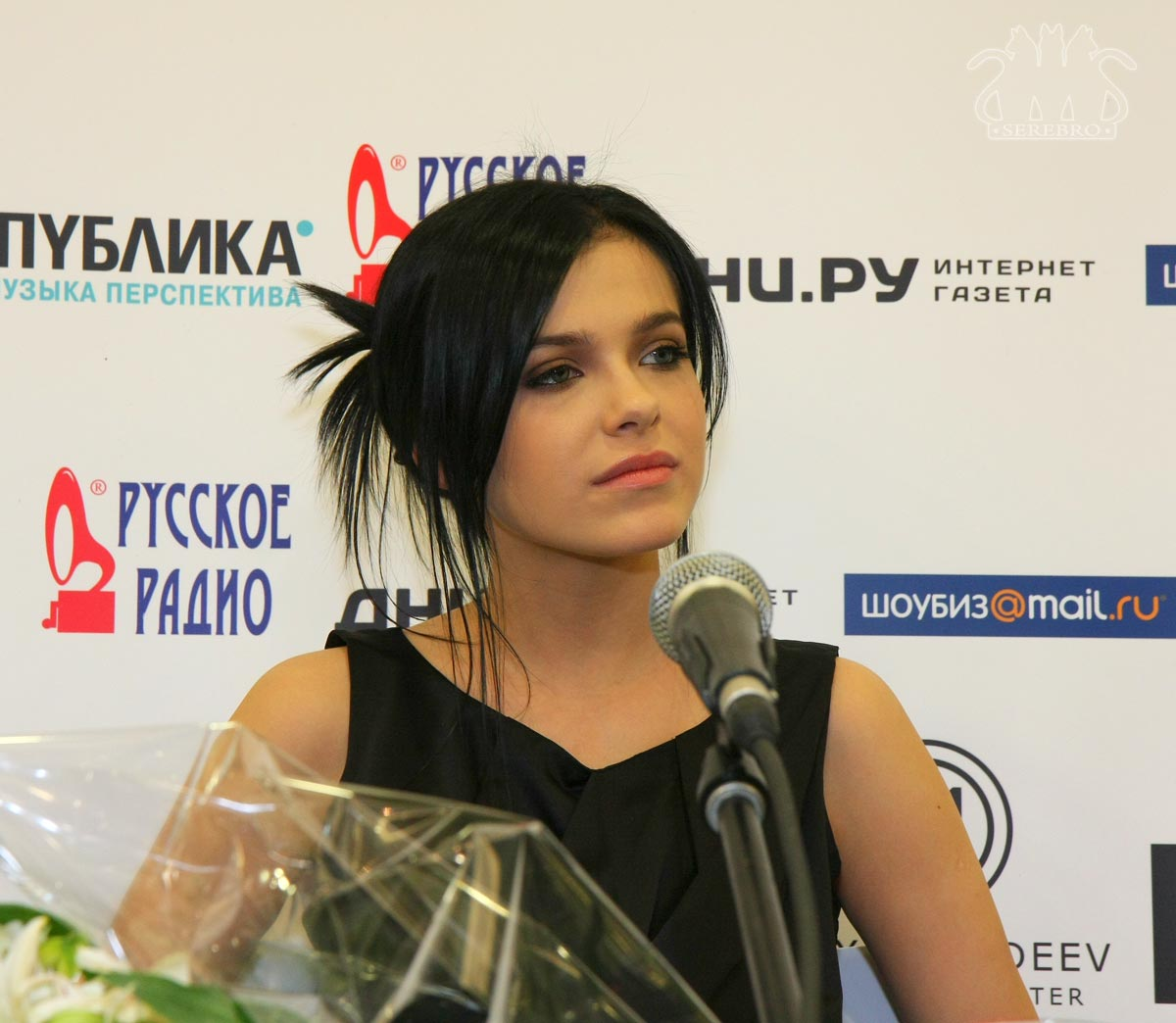
النا تمنیکوا در ۲۰۰۹

تمنیکوا در یک استودیوی موزیک شروع به فعالیت کرد، زمانی که تنها پنج سال سن داشت؛ او ویولون می‌زد و در گروه کر می‌خواند. او در رسانه‌ها به عنوان یک استعداد شرکت‌کننده در شبکه یک روسیه و برنامه‌یکارخانه ستاره در سال ۲۰۰۳ به شهرت دست یافت.